# أوريليانو ليزا
أوريليانو ليزا (بالبرتغالية: Aureliano Lessa‏) هو صحفي ومحامي وكاتب وشاعر برازيلي، ولد في 1828 في ديامانتينا، ميناس جيرايس في البرازيل، وتوفي في 28 فبراير 1861 في Serro ‏ في البرازيل بسبب قصور القلب وكحولية.